# Austronezia

Regiunea în care se vorbesc limbile austroeneziene este de peste 200 de grade longitudine, de la Madagascar până la Insula Paștelui

Austronezia, din punct de vedere istoric, se referă la patria popoarelor care vorbesc limbi austroneziene, inclusiv malay ( Malaezia - Indonezia ), filipineza, limbile visayan, ilocano, javaneză, malgașă, limbile polineziene, fijiene, limbile formosan din Taiwan , tetum și în jur de alte zece mii de limbi. 
Patria originară a austronezienilor este considerată de către lingviști ca fiind insula Taiwan preistorică. 

## Limbajul
Limbile austroneziene au fost considerate un câmp coerent de studiu timp de câteva decenii.    
Lingvistica austroneziană a atras un interes considerabil.   
Lingvistica austroneziană și lumea culturală încorporează contexte specifice ale ierarhiei care sunt incluse în formă lingvistică.  
Au avut loc discuții considerabile cu privire la limbile austroneziene mai ales în Indonezia.   
Au fost coroborate descoperirile arheologice din regiune cu cercetările austroneziene. 

## Etimologia termenului
Numele Austronesia provine din latina austrālis "sudică", plus în greacă "νήσος" (nêsos ). 
Cu toate acestea, în terminologia contemporană, cuvântul Austronesia se referă la regiunile în care se vorbesc limbile austronesiene. Austronesia acoperă aproape jumătate din glob, mai ales insulele oceanice, începând cu Madagascar la vest și terminând la est cu Insula Paștelui. 

## Regiune
Austronesia, ca regiune, are trei diviziuni tradiționale: Taiwan (Formosa), Asia de Sud-Est și Oceania Austroneziană ( Micronezia , Melanesia și Polinezia ). 

## Asia de Sud-Est maritimă
Asia de Sud-Est maritimă acoperă națiunile moderne ale statelor: 
- Brunei
- Timorul de Est
- Indonezia
- Malaezia
- Filipine
- Singapore

De asemenea: regiunea Pattani din Thailanda și zonele Chamic din Vietnam, Cambodgia și Insula Hainan . 
Insulele din vecinătate, cu populații indigene având origini malay sau mixte din Malay, care nu sunt considerate parte din arhipelagul Malay, includ Noua Guinee și Insulele Mariane . 

## Asia de Sud
Estul Sri Lanka, precum și părți din Insulele Andaman locuite de Orang Laut . 

## Oceania

### Micronezia
Termenul Micronezia a fost inventat în 1832 de către Jules Dumont d'Urville din rădăcinile grecești " mikros " mic și nēsoi " insule, ceea ce înseamnă" insule mici ". 
Din punct de vedere politic, Micronezia este împărțită între opt teritorii: 
- Statele Federate ale Microneziei (denumite uneori "Micronezia" sau, alternativ, abreviate "FSM");
- Republica Insulelor Marshall;
- Republica Palau ;
- Comunitatea Insulelor Mariane de Nord;
- Republica Nauru;
- Republica Kiribati;
- teritoriul Guam.
- Teritoriul insulei Wake.

### Melanezia
Termenul Melanezia a fost inventat în 1832 de Jules Dumont d'Urville, în greacă însemnând "insulele negre", referindu-se la pielea întunecată a melanezienilor . 
Următoarele insule și grupuri de insule sunt în mod tradițional considerate parte din Melanezia: 
- Fiji
- Noua Caledonie
- Noua Guinee, împărțită politic între Indonezia și Papua Noua Guinee
- Insulele Solomon
- Vanuatu
- Insulele Maluku, din punct de vedere politic, în Indonezia
- Insulele Torres Strait, din punct de vedere politic, în Australia

Alte insule cu populații de origini mixte melaneziene, dar care nu fac parte din zona melanesiană tradițională, includ: 
- Nauru
- Timor, împărțit politic între Indonezia și Timorul de Est
- Maluku Utara, din punct de vedere politic, în Indonezia
- Flores, din punct de vedere politic, în Indonezia
- Sumba, din punct de vedere politic, în Indonezia

### Polinezia
Termenul Polinezia a fost inventat în 1756 de către Charles de Brosses din greacă, numită "multe insule", care descriu multiplicitatea insulelor din această zonă a Pacificului. 
Țările și teritoriile incluse în mod tradițional în Polinezia includ: 
- Samoa americană (teritoriul Statelor Unite de peste mări)
- Insulele Cook (fostul teritoriu autonom al Noii Zeelande)
- Insulele Paștelui (parte din Chile, numită Rapa Nui în limba Rapa Nui )
- Fiji ( Insulele Lau )
- Polinezia Franceză ("națiune de peste mări", un teritoriu al Franței)
- Hawai'i (stat al Statelor Unite)
- Insulele de loialitate (o dependență a teritoriului francez din Noua Caledonie)
- Noua Zeelandă (numită Aotearoa în Māori)
- Niue (o dependență auto-guvernamentală a Noii Zeelande)
- Rotuma (o insulă în extremitatea nordică a Fiji)
- Samoa (națiune independentă)
- Swains Island (parte politică a Samoa americană)
- Tokelau (dependența de peste hotare a Noii Zeelande)
- Tonga (națiune independentă)
- Tuvalu (națiune independentă)
- Wallis și Futuna (teritoriul de peste mări din Franța)

În plus față de aceste insule din Oceanul Pacific, Polinezia deseori include și extremele polineziene : insulele care sunt polineziene din punct de vedere cultural sau lingvistic, dar care geografic sunt în Melanesia sau Micronezia. Cele mai multe dintre acestea sunt insule mici sau izolate, cum ar fi Rennell sau Tikopia în Insulele Solomon . 